# Kim Fellhauer
Kim Karen Fellhauer (* 21. Januar 1998 in Mannheim) ist eine ehemalige deutsche Fußballspielerin. Sie gehörte zehn Jahre lang dem SC Freiburg in der Bundesliga an.

## Karriere

### Vereine
Fellhauer spielte in der Jugend für den 1. FC Saarbrücken und kam in der Saison 2012/13 in der neu gegründeten B-Juniorinnen-Bundesliga West/Südwest zum Einsatz. Zur Saison 2013/14 rückte sie in die erste Mannschaft auf, für die sie am 6. Oktober 2013 (1. Spieltag) beim 2:1-Sieg im Heimspiel gegen den TSV Crailsheim debütierte und in ihren ersten zwölf Punktspielen im Seniorinnenbereich in der 2. Bundesliga Süd zwei Tore erzielte. Zur Saison 2014/15 wechselte sie zum Bundesligisten SC Freiburg. Aufgrund eines im Juni 2014 erlittenen Kreuzbandrisses blieb sie in der gesamten Spielzeit jedoch ohne Einsatz. Nachdem sie auch die komplette Saison 2015/16 verletzungsbedingt passen musste, kehrte sie am 18. Februar 2017 (12. Spieltag) bei der 2:3-Niederlage im Heimspiel gegen den FC Bayern München aufs Spielfeld zurück; nach 90 Minuten endete ihr Debüt in der Bundesliga. Ihr erstes Bundesligator war der 1:0-Siegtreffer in der dritten Minute im Heimspiel gegen Werder Bremen am 14. November 2021 (8. Spieltag).
Auch 2018 und 2019 fiel sie mit Knieverletzungen lange aus. Fellhauer verletzte sich im April 2022 erneut schwer am Knie und stieg Monate später in Freiburgs zweiter Mannschaft in der 2. Bundesliga ein. Zur A-Mannschaft kehrte sie erst im März 2023, bei einem 1:2 gegen die SGS Essen, auf den Platz zurück. Im Mai 2023 wurde ihr Vertrag beim SC Freiburg erneut verlängert.
Ende Februar 2024 gab Fellhauer bekannt, dass sie nach dem Ende der Saison 2023/24 ihre aktive Fußballkarriere im Alter von 26 Jahren beenden wird. Grund dafür sind langanhaltende gesundheitliche Probleme, unter anderem erlitt sie mehrere Kreuzbandrisse.
Zur Saison 2024/25 wechselte sie gemeinsam mit Michaela Specht zu Eintracht Frankfurt II. Für die Zweitvertretung ist sie als Assistenztrainerin tätig, während Specht als Spielertrainerin tätig ist.

### Nationalmannschaft
Fellhauer debütierte am 1. November 2011 im Alter von 13 Jahren für die U15-Nationalmannschaft, die das Testspiel gegen die Auswahl Schottlands mit 3:0 gewann. Im Sommer 2013 gewann sie mit der U16-Nationalmannschaft das Turnier um den Nordic-Cup auf Island und gehörte im Dezember desselben Jahres zum 18-köpfigen deutschen Team, das in England die U17-Europameisterschaft gewann. Drei Monate später nahm sie an der U17-Weltmeisterschaft in Costa Rica teil und bestritt alle drei Spiele der Gruppe B jeweils über 90 Minuten. Im ersten Gruppenspiel gegen die Auswahl Kanadas erzielte sie das Tor zum 2:2-Endstand in der 68. Minute.

## Erfolge
- U17-Europameister 2014
- Nordic-Cup-Sieger 2013
- DFB-Pokal-Finalist 2019, 2023 (mit dem SC Freiburg)

## Sonstiges
Ihr Zwillingsbruder Robin, der mit ihr 2014 gemeinsam zum SC Freiburg gewechselt war, spielt seit Sommer 2025 für den FC Augsburg als Abwehrspieler. Ihr Vater ist der ehemalige Spieler und jetzige Trainer Andreas Fellhauer.